# Catskill
|  | Per a altres significats, vegeu «Catskill Mountains». |

Catskill és una vila i seu del Comtat de Greene (Nova York) dels Estats Units d'Amèrica.

## Demografia
Segons el cens dels Estats Units del 2000 Catskill tenia 4.392 habitants, 1.765 habitatges, i 1.101 famílies. La densitat de població era de 757 habitants/km².
Dels 1.765 habitatges en un 29,8% hi vivien nens de menys de 18 anys, en un 38,9% hi vivien parelles casades, en un 18,3% dones solteres, i en un 37,6% no eren unitats familiars. En el 31,2% dels habitatges hi vivien persones soles el 12,9% de les quals corresponia a persones de 65 anys o més que vivien soles. El nombre mitjà de persones vivint en cada habitatge era de 2,39 i el nombre mitjà de persones que vivien en cada família era de 2,99.
Per edats la població es repartia de la següent manera: un 25,5% tenia menys de 18 anys, un 8,2% entre 18 i 24, un 26,7% entre 25 i 44, un 22,2% de 45 a 60 i un 17,5% 65 anys o més.
L'edat mediana era de 37 anys. Per cada 100 dones de 18 o més anys hi havia 85,5 homes.
La renda mediana per habitatge era de 28.075 $ i la renda mediana per família de 34.635 $. Els homes tenien una renda mediana de 32.857 $ mentre que les dones 21.578 $. La renda per capita de la població era de 15.169 $. Entorn del 16,6% de les famílies i el 19% de la població estaven per davall del llindar de pobresa.